# Sabal causiarum
Sabal causiarum là loài thực vật có hoa thuộc họ Arecaceae. Loài này được (O.F.Cook) Becc. miêu tả khoa học đầu tiên năm 1908.

## Hình ảnh

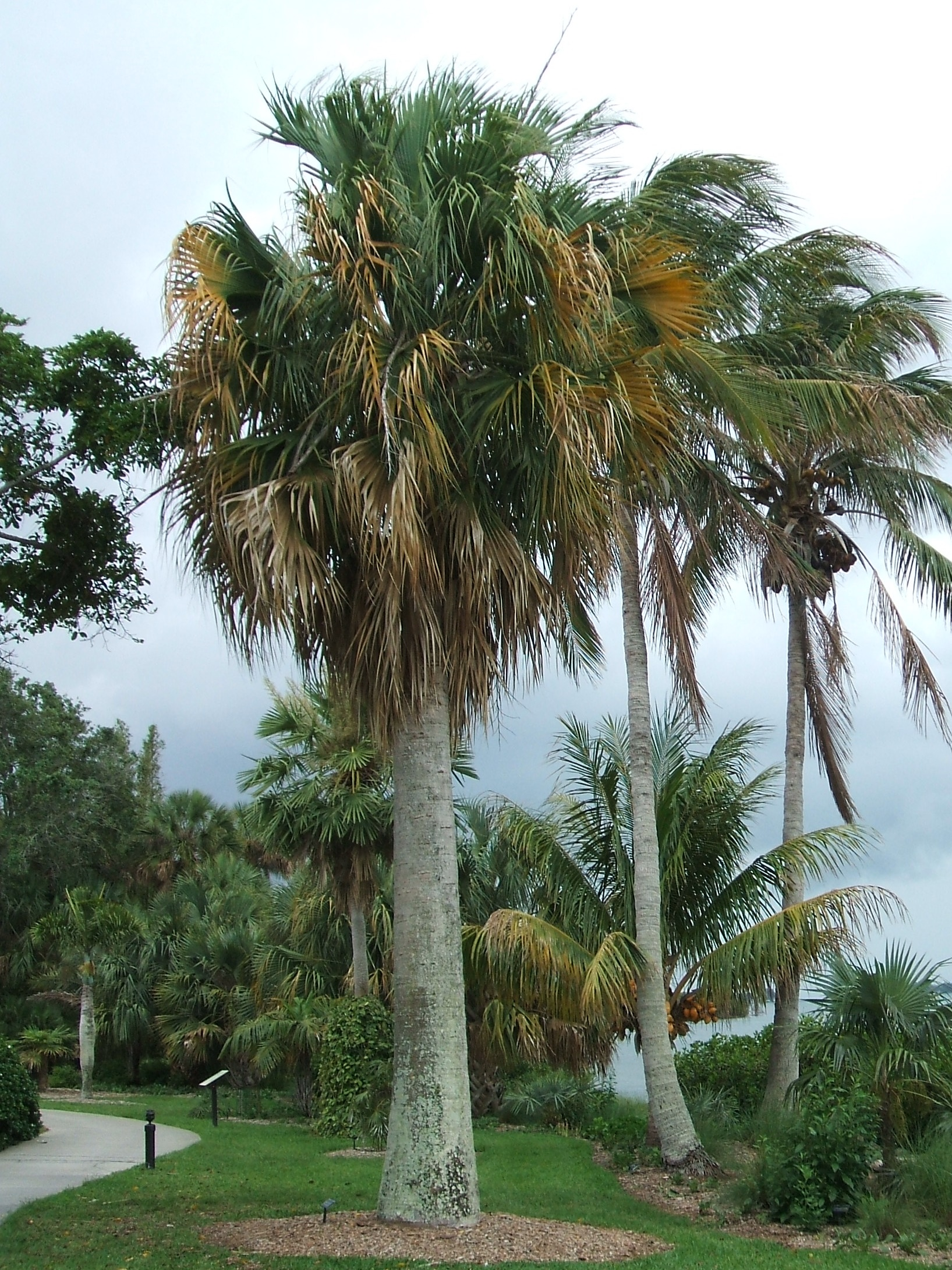
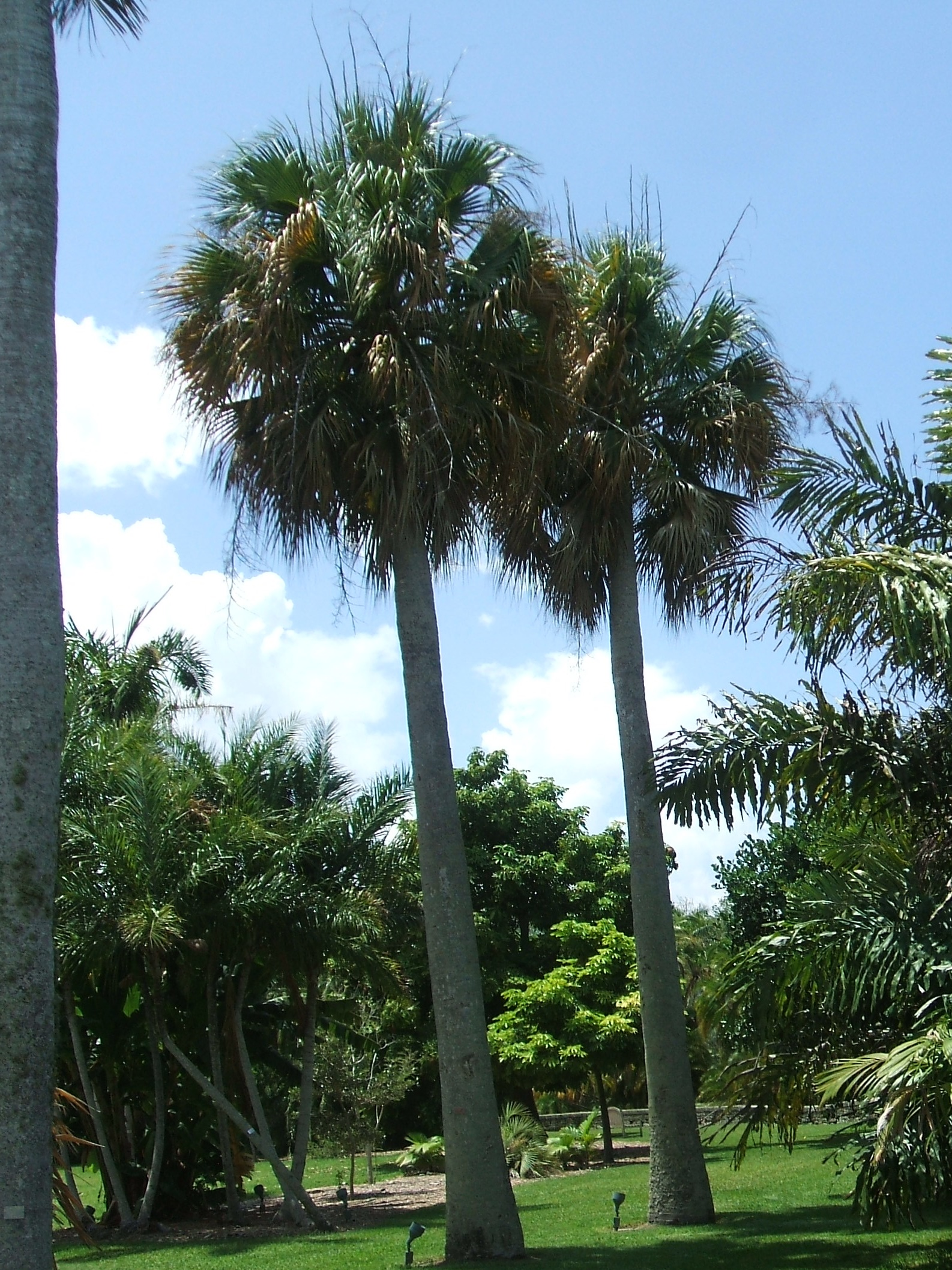
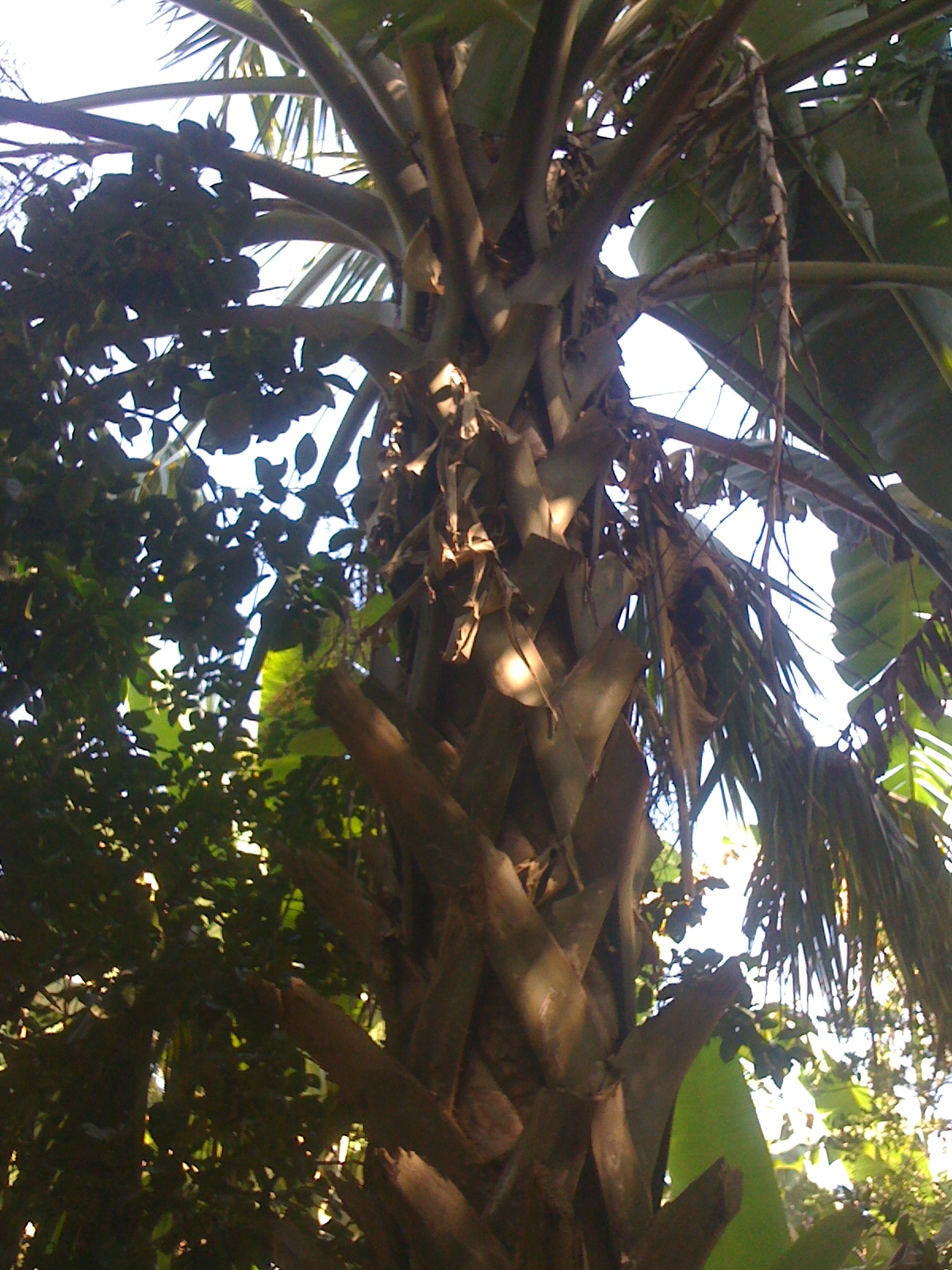